# Coccoloba dwyeri
Coccoloba dwyeri là một loài thực vật có hoa trong họ Rau răm. Loài này được R.A. Howard mô tả khoa học đầu tiên.